# Codice ATC A09
Il codice ATC A09 "Digestivi escluso gli enzimi" è un sottogruppo del sistema di classificazione Anatomico Terapeutico e Chimico, un sistema di codici alfanumerici sviluppato dall'OMS per la classificazione dei farmaci e altri prodotti medici. Il sottogruppo A09 fa parte del gruppo anatomico A, farmaci per l'apparato digerente e del metabolismo.
Codici per uso veterinario (codici ATCvet) possono essere creati ponendo la lettera Q di fronte al codice ATC umano: QA09...
Numeri nazionali della classificazione ATC possono includere codici aggiuntivi non presenti in questa lista, che segue la versione OMS.

## A09A Digestivi, inclusi gli enzimi

### A09AA Preparati Emzimatici
A09AA01 Diastasi
A09AA02 Multienzimi (lipasi, proteasi, etc.)
A09AA03 Pepsina
A09AA04 Tilattasi

### A09AB Preparati Acidi
A09AB01 Acido glutammico
A09AB02 Trimetilglicina
A09AB03 Acido cloridrico
A09AB04 Acido citrico

### A09AC Enzimi e preparazioni con acidi, associazioni
A09AC01 Pepsina e preparazioni con acidi
A09AC02 Multienzimi preparazioni con acidi